# Gustave-Hippolyte Roger
Pour les articles homonymes, voir Roger.
Gustave-Hippolyte Roger (17 décembre 1815 - 12 septembre 1879) est un ténor français. Après avoir fait ses débuts à l’Opéra-Comique, il chante à l’Opéra de Paris de 1848 à 1859. Il a participé à la création de nombreux ouvrages légers d’Auber ou Halévy. Il est surtout connu pour avoir créé le rôle de Faust dans La Damnation de Faust (1846) de Berlioz et celui de Jean de Leyde dans Le Prophète (1849) de Meyerbeer.

## Premières années et éducation musicale
Gustave-Hippolyte Roger naît à La Chapelle-Saint-Denis le 17 décembre 1815. Fils d’un notaire, il était, par sa mère, le petit-fils de l’un des premiers directeurs de l’Ambigu-Comique. Orphelin très tôt, il est confié à son oncle paternel qui le destine à la profession de notaire et l’envoie comme clerc à Montargis. Très attiré par le théâtre, il abandonne le chemin tracé par son oncle dès qu’il est majeur et entre au Conservatoire de Paris en 1836 où il est l’un des derniers élèves de Jean-Blaise Martin. Il obtient en 1837 les premiers prix de chant et de déclamation.

## Carrière

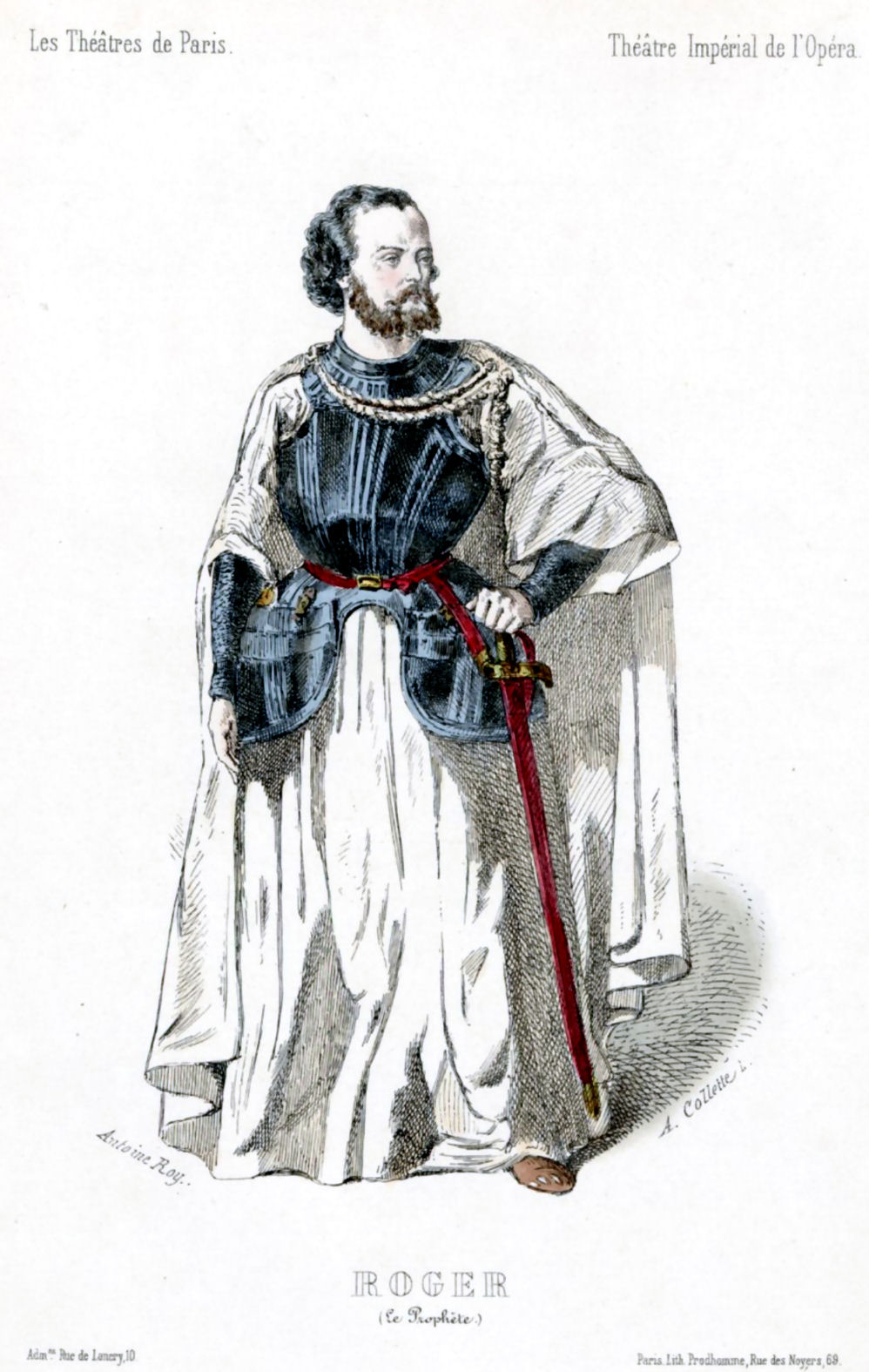
Gustave-Hippolyte Roger dans Le Prophète de Giacomo Meyerbeer: gravure d'Alexandre Collette (1814-1876) d'après Antoine Roy.

Le 16 février 1838, il est engagé dans la troupe de l’Opéra-Comique pour interpréter le rôle de Georges dans L’Éclair d’Halévy. Il chante ensuite dans la production de 1840 du Pré aux Clercs d’Hérold et crée les rôles de ténor de plusieurs œuvres d’Auber (le chevalier de Vilhardouin dans Le Duc d’Olonne en 1842, Raphaël d’Estunica dans La Part du Diable en 1843, Scopetto dans La Sirène en 1844, Fabio dans La Barcarolle en 1845 et Lorédan Grimani dans Haydée en 1847), Halévy (Edgard dans Le Shérif en 1839, le rôle-titre du Guitarrero en 1841 et Olivier d’Entragues dans Les Mousquetaires de la Reine en 1846) ou Clapisson (le comte Arthur de Villefranche dans La Figurante en 1839, Donatien dans Le Code noir en 1842 ou Gibby dans Gibby la Cornemuse en 1846). Il est aussi, en 1838, le premier Marquis du Perruquier de la Régence d’Ambroise Thomas et, en 1846, le premier Faust de La Damnation de Faust de Berlioz avec qui il entretient des liens d’amitié. C’est d’ailleurs pour Roger que Berlioz orchestrera en 1860 le célèbre Roi des Aulnes de Schubert.
En 1848, il quitte l’Opéra-Comique après une tournée en Angleterre avec Jenny Lind pour intégrer la troupe de l’Opéra de Paris où son principal titre de gloire est la création du rôle de Jean de Leyde dans Le Prophète (1849) de Meyerbeer. Il participe également aux créations de L’Enfant prodigue (en) (1850) d’Auber, du Juif errant (1852) d’Halévy, de La Fronde (1853) de Louis Niedermeyer et d’Herculanum (1859) de Félicien David. Il chante enfin dans les reprises des Huguenots de Meyerbeer, de La Juive et de La Reine de Chypre d’Halévy, de Lucie de Lammermoor et de La Favorite de Donizetti ou de La Vestale de Spontini.
Entre 1850 et 1860, il fait sept tournées en Allemagne durant lesquelles il recueille un très grand succès, le roi et la reine de Prusse venant le féliciter sur scène à l’issue d’une représentation à Berlin de La Dame blanche de Boieldieu.
En 1859, il est amputé d’un bras à la suite d'un accident de chasse. Appareillé avec une prothèse articulée, il se produit encore sur scène en France, en Angleterre et en Belgique pendant quelques années. De 1868 à sa mort en 1879, il est professeur de chant au Conservatoire de Paris.
Il a traduit en français le texte des Saisons de Haydn et c’est à lui que Wagner confie, en 1859, la traduction du livret de Tannhäuser pour la création à l’Opéra de Paris. Roger n’ira cependant pas au-delà du premier tableau de l’acte I.
Il est l'un des professeurs de chant d'Emilie Mechelin au Conservatoire de Paris au cours de son passage de 1865 à 1867.
Selon A. Gann, Roger était un excellent comédien, mais sa voix, parfaite pour le répertoire de l’opéra-comique, s’est révélée trop légère pour les rôles abordés à l’Opéra et a subi une usure rapide.

## Sources
- (fr) Theodore Baker et Nicolas Slonimsky, Dictionnaire biographique des musiciens, Robert Laffont, Paris, 1995
- (fr) Andrew Gann, « Gustave-Hippolyte Roger », Dictionnaire de la musique en France au XIXe siècle sous la direction de Joël-Marie Fauquet, Fayard, Paris, 2003, 1406 p.  (ISBN 2-213-59316-7)
- (fr) Harold Rosenthal et John Warrack, Guide de l’Opéra, édition française réalisée par Roland Mancini et Jean-Jacques Rouveroux, Paris : Fayard, Collection Les Indispensables de la Musique, 1995,  (ISBN 2-213-59567-4)